# Барракс
Барракс (ісп. Barrax) — муніципалітет в Іспанії, у складі автономної спільноти Кастилія-Ла-Манча, у провінції Альбасете. Населення — 2053 особи (2010).
Муніципалітет розташований на відстані близько 200 км на південний схід від Мадрида, 30 км на захід від Альбасете.

## Демографія
Динаміка населення (INE ):

## Галерея зображень

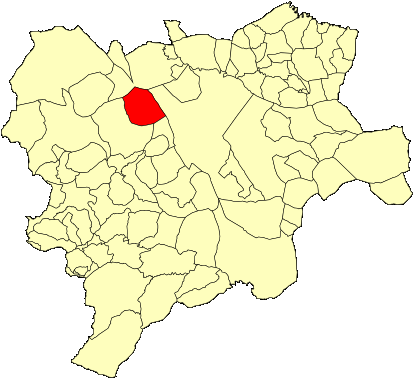
Розташування муніципалітету у провінції Альбасете
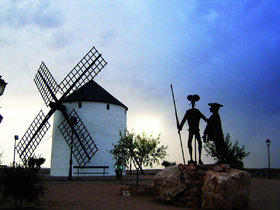
Вітряк, Барракс